# Подобед, Владимир Владимирович
Влади́мир Влади́мирович Подобе́д (6 ноября 1918, Москва — 10 января 1992, там же) — советский астроном, доктор физико-математических наук, профессор МГУ. Член КПСС с 1953 года.

## Биография
В. В. Подобед родился 6 ноября 1918 года в Москве в семье врачей Владимира Илларионовича Подобеда (1878—1919) и Софьи Васильевны Ивановой-Подобед (1887—1953).
В 1926—1936 годы учился в школе. После её окончания поступил в 1-й Медицинский институт, затем перевёлся в Московский электромеханический институт инженеров транспорта (МЭМИИТ) на факультет паровозостроения. В конце первого курса ушёл из МЭМИИТ по собственному желанию.
В 1937 году В. В. Подобед стал студентом механико-математического факультета МГУ. Вследствие тяжёлой болезни — врождённый порок сердца — ему пришлось пропустить 1939/1940 учебный год. Во время Великой Отечественной войны по состоянию здоровья участия в боевых действиях не принимал, с июля 1941 по март 1944 года работал рентгенотехником в военном госпитале, а затем продолжил учёбу в университете. На последнем курсе с августа 1945 по октябрь 1946 года совмещал обучение с работой старшим лаборантом в ГАИШ. В 1946 году окончил МГУ.
В 1946—1949 годах учился в аспирантуре МГУ по специальности «астрометрия», где его наставниками были С. Н. Блажко и М. С. Зверев.
С октября 1949 года В. В. Подобед работал ассистентом кафедры астрометрии на механико-математическом факультете МГУ, с февраля 1953 по январь 1954 года — доцентом. В 1952—1957 годах — заместитель директора ГАИШ по научной части, в 1960—1964 годах — доцент кафедры астрометрии физического факультета МГУ, в 1964—1972 годах — доцент кафедры звёздной астрономии и астрометрии, в 1972—1988 годах — заведующий отделом астрометрии ГАИШ (с 1977 года — профессор), с 1988 года — главный научный сотрудник этого отдела.
В. В. Подобед умер 10 января 1992 года в Москве. Похоронен на Новодевичьем кладбище (участок № 3, ряд № 33, место № 5).

## Научно-педагогическая и общественная деятельность
Основные труды В. В. Подобеда относятся к области меридианной и фотографической астрометрии.
В 1949 году защитил кандидатскую диссертацию «Исследование прибора для измерения астрофотографий».
С 1949 года коллектив ГАИШ занимался реализацией Постановления Совета министров СССР о реконструкции Московского университета — в связи с этим в институте была создана комиссия, которую возглавил В. В. Подобед. Он много сил и энергии вложил в разработку технических заданий для большого количества уникальных астрономических инструментов и специальных павильонов для них, а также в проект нового здания института. В 1954—1955 годах в процессе переезда института на Ленинские горы уделял значительное внимание размещению и установке астрометрических инструментов: меридианного круга, рефлектора АФР-1, фотографической зенитной трубы, зенит-телескопа ЗТЛ-180.
В 1953—1958 годах организовал в Московской обсерватории наблюдения по программе «Каталог слабых звёзд» на меридианном круге Репсольда и лично участвовал в них. По его инициативе и при его участии в 1957—1959 годах на ГОМЗе был создан первый советский меридианный круг АПМ-4. Предложил оригинальный способ исследования цапф и разделённого круга.
В качестве заместителя директора ГАИШ по научной части посещал и курировал работы по расширению наблюдательных баз института в Кучино, на Южной станции. В 1970-е годы возглавлял комиссию по выбору подходящего места для будущей Среднеазиатской высокогорной обсерватории ГАИШ на плато вблизи горы Майданак и впоследствии принимал участие в хоздоговорных работах — в 1975, 1980, 1985 и 1987 годах эти работы отмечались правительственными наградами.
Защита докторской диссертации состоялась 18 июня 1970 года — В. В. Подобед сделал доклад под названием «Фундаментальная астрометрия», включивший в себя совокупность его работ на эту тему. 13 ноября 1970 года ему была присуждена учёная степень доктора физико-математических наук.
Начиная с 1950 года В. В. Подобед читал ряд общих и специальных курсов по астрометрии: «Фундаментальная астрометрия», «Общая астрометрия», «Фундаментальные каталоги звёзд», «Астрономические постоянные»; вёл практикумы и семинары. Под его руководством было защищено 17 кандидатских диссертаций, двое из его учеников стали докторами наук. Опубликовал более 60 научных работ.
Был членом двух комиссий (№ 8 и № 24) МАС c 1952 года, а также председателем секции «Астрономия и астрономо-геодезия» Научно-методического совета Минвуза СССР, заместителем председателя бюро секции «Астрометрия» Астросовета АН СССР, членом совета по подготовке астрономических кадров при Астросовете, членом двух Специализированных советов К.053.05.26 и Д.053.05.51. Многократно избирался членом партбюро физфака МГУ и секретарём партбюро ГАИШ. Награждён двумя орденами и семью медалями.

## Награды
- Благодарность «За большую и плодотворную работу по подготовке аппаратуры для фотографических наблюдений искусственных спутников Земли и организацию таких наблюдений» (1958)[5]
- Орден Трудового Красного Знамени (1975)
- Орден «Знак Почёта» (1987)
- Медаль «За оборону Москвы»
- Медаль «В память 800-летия Москвы»
- Медаль «За доблестный труд в Великой Отечественной войне 1941—1945 гг.»
- Медаль «В ознаменование 100-летия со дня рождения Владимира Ильича Ленина»
- В 1991 году его честь назван астероид Подобед (Podobed) № 3311

## Избранные труды
- Подобед В. В. Фундаментальная астрометрия. Определение координат звёзд. — М.: Физматгиз, 1962. — 340 с.
- Подобед В. В. Фундаментальная астрометрия. Установление фундаментальной системы небесных координат. — 2-е изд., перераб. и доп.. — М.: Наука, 1968. — 452 с. — 5500 экз.
- Podobed V. V. Fundamental Astrometry. Determination of Stellar coordinates (англ.) / Edited by A. N. Vyssotsky. — English Edition. — Chicago and London: The University of Chicago Press, 1965. — 236 p.
- Подобед В. В., Нестеров В. В. Общая астрометрия. — М.: Наука, 1975. — 551 с.
- Подобед В. В., Нестеров В. В. Общая астрометрия. — 2-е изд., перераб. и доп.. — М.: Наука, 1982. — 576 с.
- Куимов К. В., Подобед В. В., Соловьёва О. Д. Оценка точности позиционных измерений на пластинках некоторых рефлекторов // Астрономический циркуляр. — М., 1983. № 1280.
- Подобед В. В., Гуляев А. П. Перспективы современной астрометрии // Основные направления астрономических исследований в Московском университете. — М.: Издательство МГУ, 1985. — С. 121-129.